# Pedro Ponce de Leon
Pedro Ponce de Leon (Sahagún, 1508 – 29 agosto 1584) è stato un educatore, pedagogo monaco benedettino spagnolo, è stato il primo pioniere dell'educazione ai sordomuti ed inventore della lingua dei segni spagnola (LSE).

## Biografia

### Il plagio
Il libro stampato da Ponce, Doctrina para los mudos-sordos, fu oggetto di un plagio da Bonet il quale fu accusato da un frate, Vicente Gutierrez.
Questo libro inesistente fu oggetto di un'accusa di plagio di un certo Juan Pablo Bonet che pare s'ispirò a quest'ultimo poi pubblicato nel 1620.

## Opere
L'opera più importante fu un libro, mai ripubblicato, forse distrutto da un incendio del 1788 nella Biblioteca di Madrid, Doctrina para los mudos–sordos, del 1566.